# ユーモレスク (1946年の映画)
『ユーモレスク』（原題：Humoresque）は、1946年に製作・公開されたアメリカ合衆国の映画である。

## 概要
1920年に映画化されたファニー・ハーストの小説の映画化であり、ジーン・ネグレスコが監督、ジョーン・クロフォードとジョン・ガーフィールドが主演した。

## キャスト
- ヘレン・ライト：ジョーン・クロフォード
- ポール・ボーレイ：ジョン・ガーフィールド
- シド・ジェファーズ：オスカー・レヴァント
- ルディ（ポールの父）：J・キャロル・ナイシュ

## スタッフ
- 監督：ジーン・ネグレスコ
- 製作総指揮：ジャック・L・ワーナー
- 製作：ジェリー・ウォルド
- 脚本：クリフォード・オデッツ、ザカリー・ゴールド
- 音楽監督：レオ・F・フォーブスタイン
- 音楽：フランツ・ワックスマン
- 音楽アドバイザー、ヴァイオリン演奏：アイザック・スターン
- 撮影監督：アーネスト・ホーラー
- 編集：ルディ・ファー
- 美術：ヒュー・レティッカー
- 装置：クラレンス・スティーンセン
- ジョーン・クロフォードの衣裳：エイドリアン
- 衣裳：バーナード・ニューマン

## アカデミー賞ノミネーション
- 作曲賞：フランツ・ワックスマン